# Казачинское (Красноярский край)

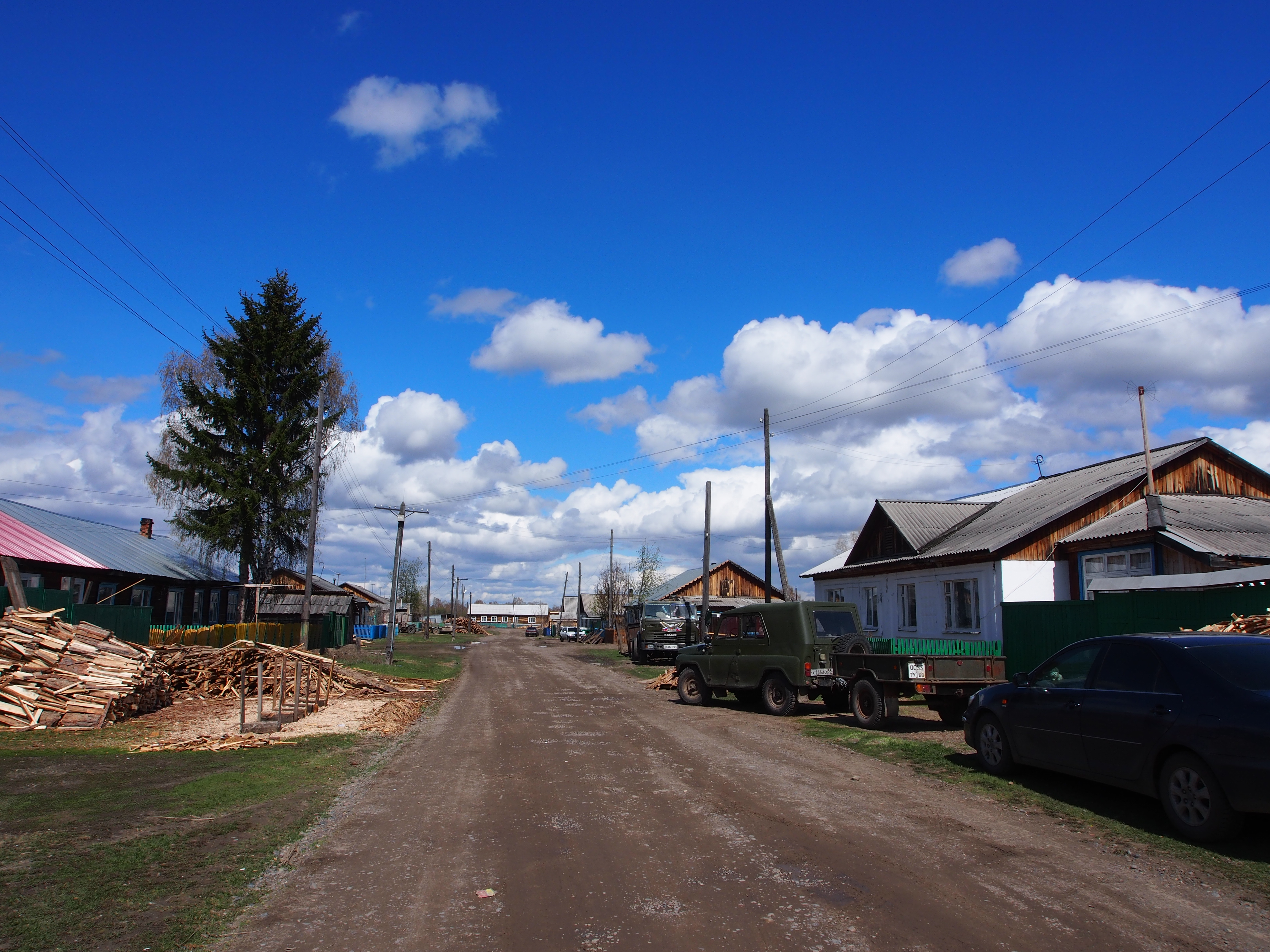
Село Казачинское, ул. Строительная.

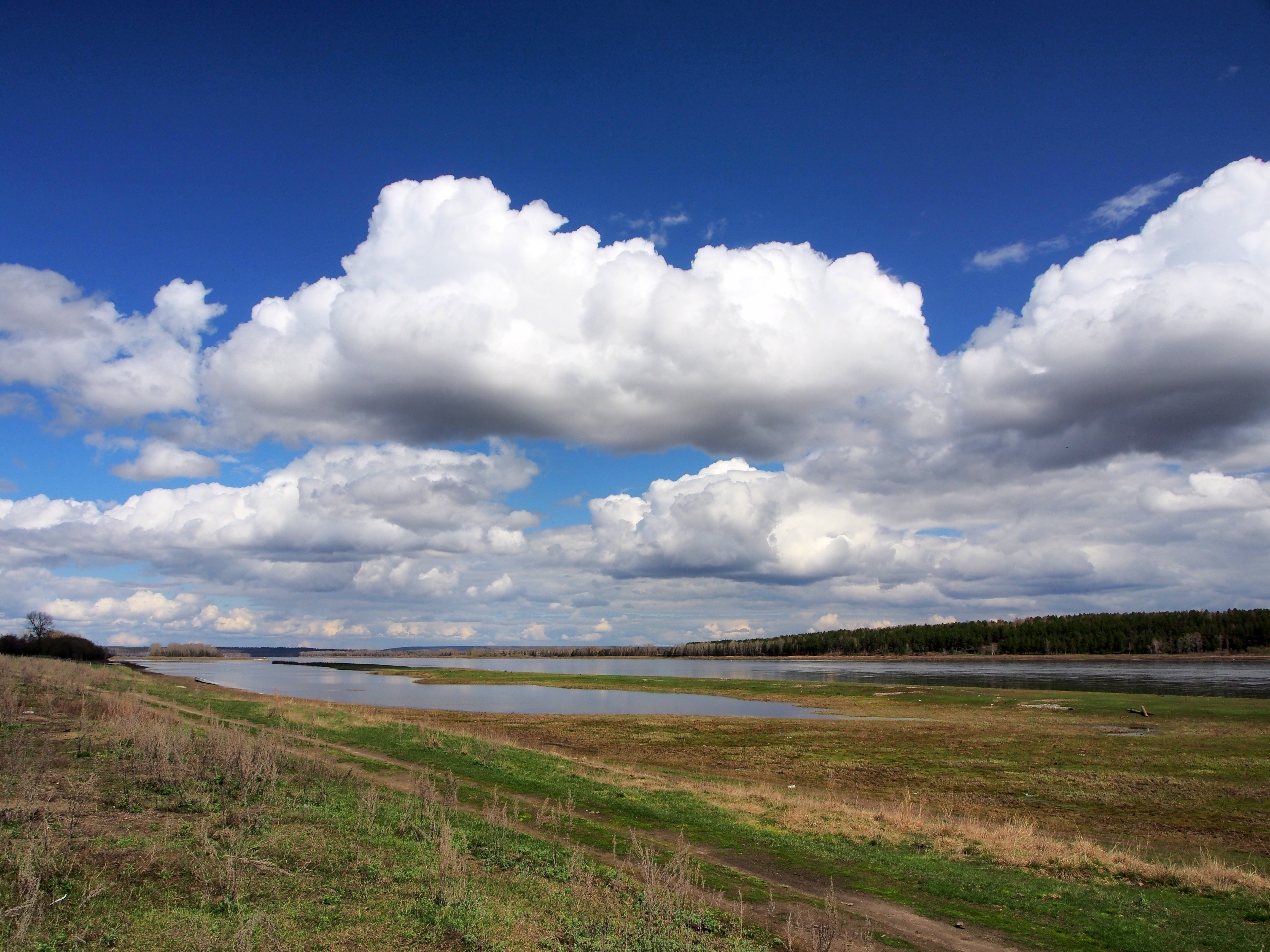
Вид на р. Енисей в районе села Казачинское.

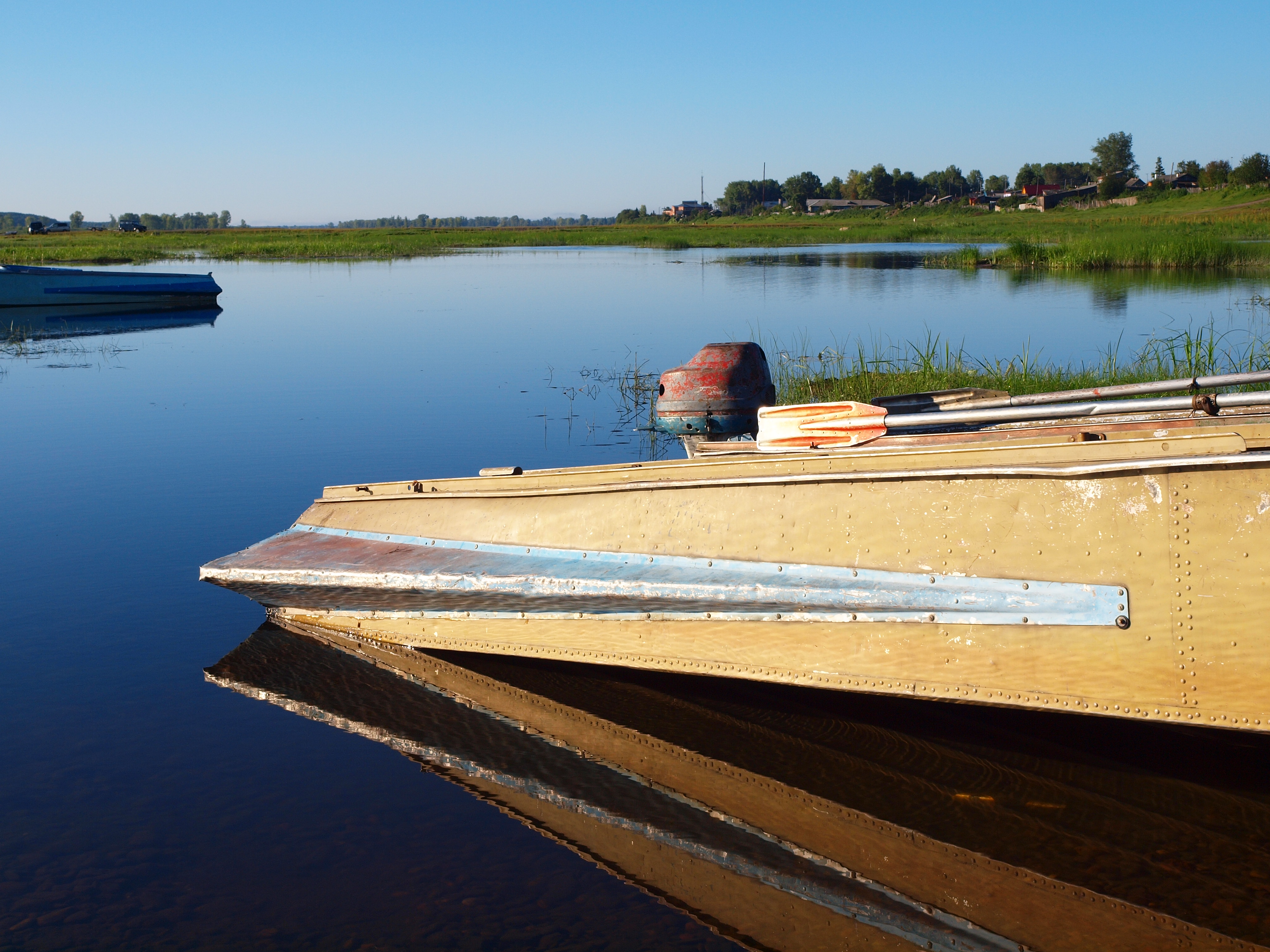
Протока — село Казачинское.

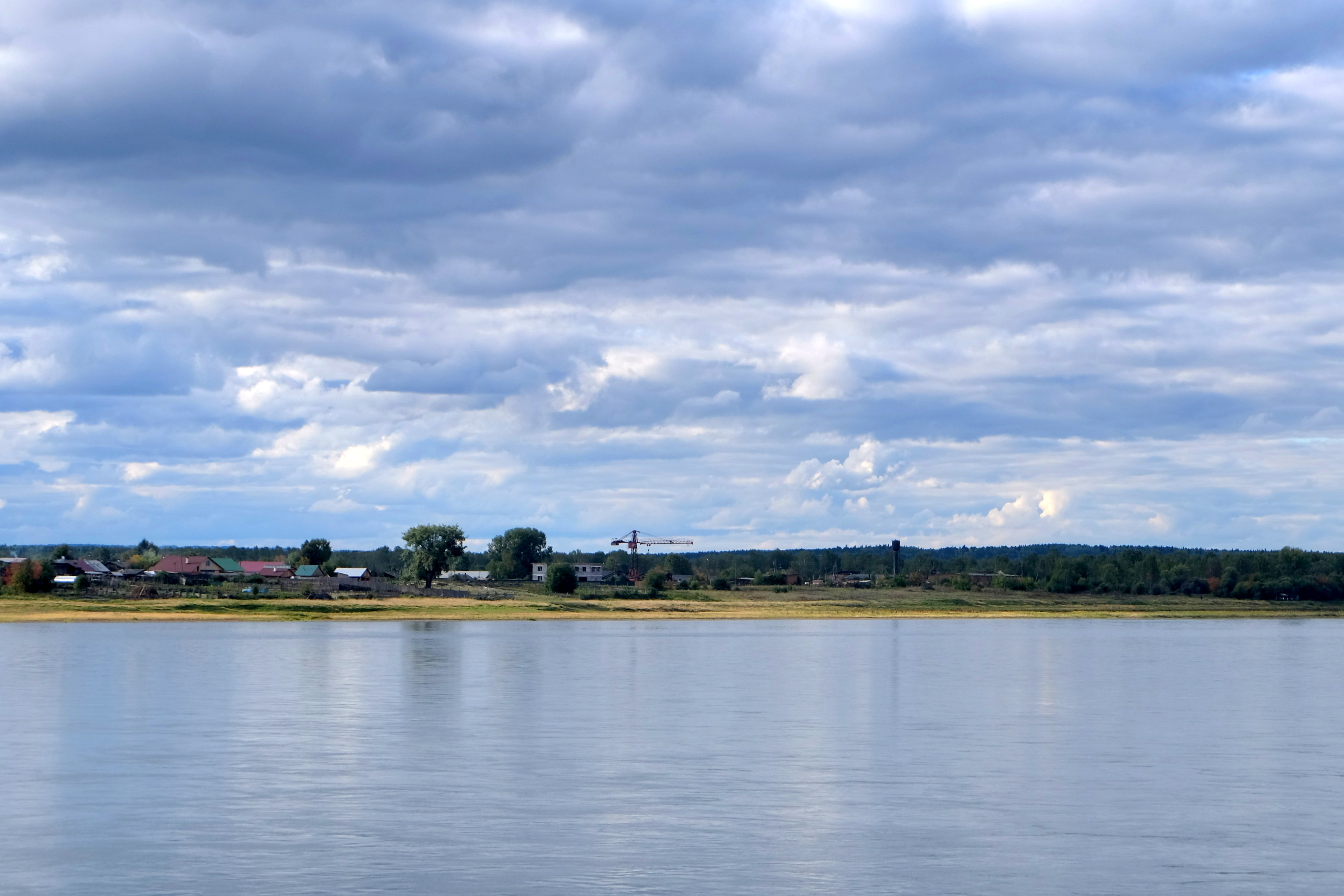
Вид на село Казачинское с Енисея.

Каза́чинское — село в Красноярском крае, административный центр Казачинского района и Казачинского сельсовета. Расположено в 200 км к северу от краевого центра — города Красноярска.
Казачинское расширяется на юг. Развивается социально-культурная инфраструктура.

## История
Основано в 1650 году казаками на пути из Енисейска в Красноярск как острог Казачий Луг. А переселенцы с Украины называли Казачинский хутор, что и послужило поводом к переименованию в начале 20-х годов XX века в село Казачинское. Основным занятием населения в эти времена было хлебопашество, в XVII—XVIII веках высокого развития достигло железоделательное производство, судостроение, плотницкий, кузнечный, прядильный и другие промыслы. Село и волость являлись производителями и поставщиками хлеба в Енисейском уезде.
В XIX веке — крупный ярмарочный и организационный центр по поставке продуктов, фуража и оборудования на золотые прииски в заангарскую тайгу. Плодородие казачинских земель привлекало сюда все больше новых поселенцев. В середине XIX века Казачинская волость стала местом ссылки. Сюда были сосланы польские повстанцы, народники, эсеры. В конце XIX — начале XX века здесь отбывали ссылку О. Б. и П. Н. Лепешинские, А. П. Лебедева, Г. С. Вейнбаум, А. В. Прибылёв, А. А. Якубова. По программе столыпинской реформы в начале XX века приехало много переселенцев с Украины и европейской части России.

### Пожар 2003 года
25 мая 2003 года в селе произошёл крупный пожар. В одном из домов загорелись надворные постройки, и из-за сильного ветра огонь быстро распространился на соседние улицы. Пожаром было уничтожено 55 домов, без крова остались более 250 человек. 1 человек погиб.
25 сентября 2003 года были завершены работы по строительству нового жилья.

## Население
| 1939  | 1959  | 1970  | 1979  | 1989  | 2002  | 2010  |
| ----- | ----- | ----- | ----- | ----- | ----- | ----- |
| 2468  | ↗3165 | ↗4125 | ↘4091 | ↗4876 | ↘4050 | ↘3864 |
| 2012  | 2013  | 2014  | 2015  |       |       |       |
| ↘3767 | ↘3689 | ↘3627 | ↘3604 |       |       |       |

Население после распада СССР сокращается из-за отрицательного миграционного и естественного прироста.

## Экономика

### Сфера услуг
В сфере услуг доминирует розничная торговля. Оптовая торговля развита слабо. Банковская сеть небольшая, соответствует размерам села. Услуги такси — одно из мест концентрации нелегалов. Похожая ситуация и на рынке репетиторов. Развлекательная индустрия развита слабо и является одной из самых привлекательных для инвестиций в селе.

### Промышленность
Большие лесные ресурсы способствуют развитию лесной промышленности. Имеются запасы кирпичных глин, благоприятные для промышленного производства кирпича.

### Сельское хозяйство
Казачинский леспромхоз и другие предприятия выращивают пшеницу, овёс, ячмень, горох, рожь, клевер, разводят крупный рогатый скот, свиней.
Из-за элементов урбанизации условия для разведения крупного скота неблагоприятны — ведь у центральной улицы достаточно высокий автомобильный трафик.

## Социальная инфраструктура
2 детских сада, 1 школа, 1 музей и 1 парк при музее, районный центр детского творчества, детская школа искусств, спортивная школа, районная больница, районная и сельская администрации, военкомат Казачинского и Пировского Районов, муниципальный транспорт по главной улице, 3 стадиона, один из них оборудован воркаут-площадкой и просто-возводимой полосой препятствий, почта, пенсионный фонд.
- Краевое государственное бюджетное учреждение социального обслуживания «Пансионат для граждан пожилого возраста и инвалидов „Прибрежный“», ул. Ломоносова д.4

## Транспорт
Связь с краевым центром осуществляется:
- Автодорогой краевого значения Р409 «Красноярск — Енисейск» (2 категория, а/б) (примерно 190 км);
- Водным путём по реке Енисей (примерно 200 км);
- Железной дорогой. До железнодорожной станции Пировская (на линии Ачинск — Лесосибирск) — 96 км (от станции до Красноярска по железной дороге — 390 км).

## Известные жители
- Бударов, Георгий Иванович (1897—1973) — советский актёр театра и кино, писатель, заслуженный артист РСФСР.
- Герасимов, Иннокентий Петрович (1918—1992) — участник Великой Отечественной войны, Герой Советского Союза (1942); почётный гражданин села Казачинское.
- Григорьев, Павел Спиридонович (1933—1970) — военный лётчик, изобретатель.

## Достопримечательности
- Краеведческий музей

Можно посмотреть экспозиции история села в фотографиях и документах, старинная деревенская утварь.
В помещении музея периодически организуются выставки известного в Казачинском художника А. П. Милованова, а также других мастеров.
- Казачинский порог.